# Mecynargus asiaticus
Mecynargus asiaticus är en spindelart som beskrevs av Andrei V. Tanasevitch 1989. Mecynargus asiaticus ingår i släktet Mecynargus och familjen täckvävarspindlar. Inga underarter finns listade i Catalogue of Life.